# Pelayo
Pelayo, Pelagiusz (zm. 737 w Cangas de Onís) – wizygocki wódz, który zapoczątkował rekonkwistę, pierwszy król Asturii.

## Życiorys
Syn wizygockiego księcia Fafili. Był krewnym króla Wizygotów, Roderyka.
Podczas najazdu Maurów na Półwysep Iberyjski służył w królewskiej straży. W 711 r. był uczestnikiem bitwy pod Jerez de la Frontera, podczas której Wizygoci zostali doszczętnie rozbici.
Po upadku państwa wizygockiego w Hiszpanii Pelagiuszowi udało się zebrać resztki armii i schronić w północnej części kraju, skąd kontynuował walkę. Odmówił płacenia trybutu najeźdźcom i zaczął jednoczyć miejscową ludność organizując z niej oddziały zbrojne. W górach Asturii wzniecił powstanie przeciwko muzułmanom, które przerodziło się w wojnę o niepodległość kraju – rekonkwistę. W 718 roku został ogłoszony przez chrześcijan z Galicji królem. Na oswobodzonym terytorium zorganizował państwo z siedzibą władzy w Cangas de Onis.
W 722 (lub 718) roku na czele swoich oddziałów pokonał w bitwie pod Covadongą Maurów zmuszając ich do opuszczenia Asturii.
Przed śmiercią uczynił swoim następcą syna, Favilę. Pochowany został w kościele Santa Eulalia de Velanio w Cangas.

## Rodzina
Około 705 roku poślubił Gaudiosę, z którą miał co najmniej dwójkę dzieci:
- Favila – król Asturii od 737 r. do śmierci w 739 r.
- Ermesinda – królowa Asturii, żona Alfonsa I